# Ндайизейе, Домисьен
Домисьен Ндайизейе (фр. Domitien Ndayizeye; род. 2 мая 1953) — политический деятель Бурунди. Президент Бурунди (2003—2005).

## Биография
Представитель народности хуту и член находившегося у власти в 1993—1996 годах Фронта за демократию в Бурунди.
В 1971 году он окончил технический колледж в Камене и получил диплом электрика. В 1972 году, спасаясь от геноцида хуту, развязанного в Бурунди, Ндайизейе оказался в Бельгии. В 1979 году стал дипломированным специалистом-электриком, окончив технический институт города Лёз, а в 1981 году получил диплом строительного инженера в Университете Монса.
В 2001 году по условиям мирного соглашения, заключённого под угрозой международных экономических санкций в попытке урегулировать многолетний этнический конфликт между составляющими большинство населения страны хуту и традиционно находящимися у власти тутси, Ндайизейе стал вице-президентом при президенте Пьера Буйоя — представителе тутси и бывшем военном диктаторе в 1987—1993 годах, затем проигравшем выборы и передавшем власть хуту Мельхиору Ндадайе, но в 1996 году в условиях эскалации конфликта вновь захватившем власть. Согласно соглашению, ровно через 18 месяцев Буйоя ушёл в отставку, передав президентский пост Ндайизейе, который в декабре 2003 года подписал с радикальными повстанцами-хуту договор об их разоружении и интеграции в политическую жизнь страны. Пост вице-президента занял тутси Альфонс-Мари Кадеге. 
Попытка Ндайизейе разработать новую конституцию привела к очередному обострению отношений между хуту и тутси, бойкоту заседаний парламента со стороны депутатов-тутси и нападению боевиков-хуту на лагеря беженцев-тутси на территории соседней Демократической Республики Конго. Тем не менее, после включения разоружившихся боевиков обеих сторон конфликта в 2005 году по новой конституции удалось провести парламентские выборы, на которых «Фронт за демократию в Бурунди», декларировавший приверженность социалистическим ценностям, потерпел сокрушительное поражение от новой консервативной партии «Национальный совет в защиту демократии», в действительности представлявшей интересы радикальных полевых командиров хуту в завершившейся гражданской войне. 
После этого на пост президента был избран один из её лидеров Пьер Нкурунзиза. Ндайизейе, несмотря на статус пожизненного сенатора, был в следующем году вместе с Кадеге арестован по обвинению в подготовке государственного переворота, но в 2007 году оба были оправданы судом.
В 2010 году Ндайизейе выдвинул от Фронта за демократию в Бурунди свою кандидатуру на президентских выборах, но вместе со всеми остальными оппозиционными кандидатами снял её в знак протеста против репрессивной политики Нкурунзизы, в итоге переизбранного на второй срок.
В 2014 году был исключен из Фронта за демократию в Бурунди по обвинению в тайных переговорах с политическими противниками. Участвовал в выборах президента Бурунди в 2020 году, но набрал всего 0,5% голосов.